# Тен-ле-Мутье
Тен-ле-Мутье́ (фр. Thin-le-Moutier) — коммуна во Франции, находится в регионе Шампань — Арденны. Департамент — Арденны. Входит в состав кантона Синьи-л’Аббеи. Округ коммуны — Шарлевиль-Мезьер.
Код INSEE коммуны — 08449.
Коммуна расположена приблизительно в 185 км к северо-востоку от Парижа, в 90 км севернее Шалон-ан-Шампани, в 17 км к западу от Шарлевиль-Мезьера.

## История
На месте Тен-ле-Мутье римляне основали военный пост, где также производили оружие. В 959 году был основан монастырь, а в XII веке построена церковь. В 1525 году монахи монастыря продали часть своей земли, чтобы помочь заплатить выкуп за Франциска I.

## Население
Население коммуны на 2008 год составляло 572 человека.
| 1962 | 1968 | 1975 | 1982 | 1990 | 1999 | 2008 |
| ---- | ---- | ---- | ---- | ---- | ---- | ---- |
| 565  | 589  | 507  | 472  | 496  | 493  | 572  |

## Администрация
| Период | Период | Фамилия           | Партия | Должность |
| ------ | ------ | ----------------- | ------ | --------- |
| 2001   | 2005   | Пьер Анри         |        |           |
| 2005   |        | Жан-Франсуа Марто |        |           |

## Экономика
В 2007 году среди 340 человек в трудоспособном возрасте (15—64 лет) 245 были экономически активными, 95 — неактивными (показатель активности — 72,1 %, в 1999 году было 67,7 %). Из 245 активных работали 221 человек (134 мужчины и 87 женщин), безработных было 24 (7 мужчин и 17 женщин). Среди 95 неактивных 38 человек были учениками или студентами, 26 — пенсионерами, 31 были неактивными по другим причинам.

## Фотогалерея

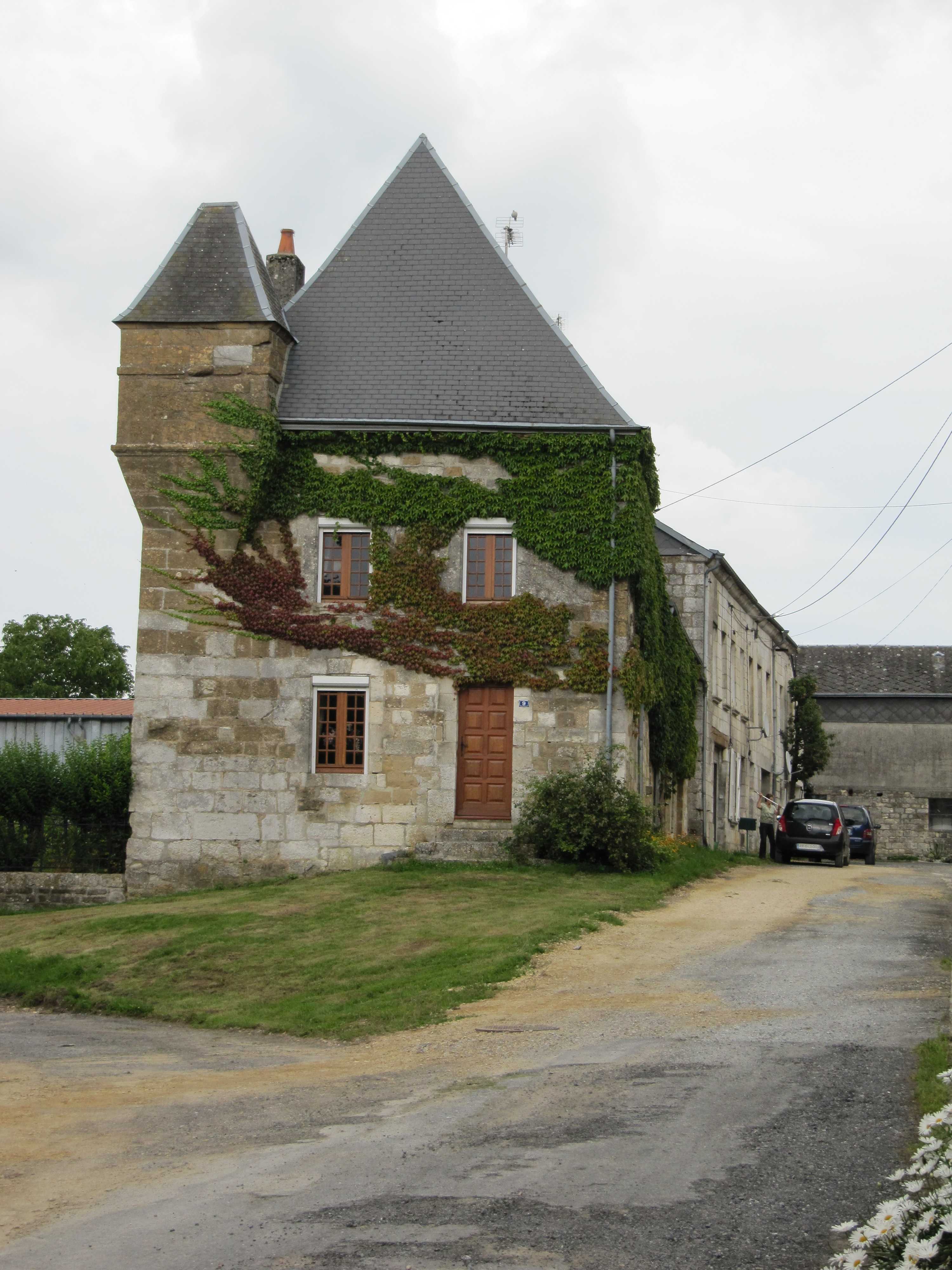
Дом бывшего мэра Парижа Жана-Никола Паше
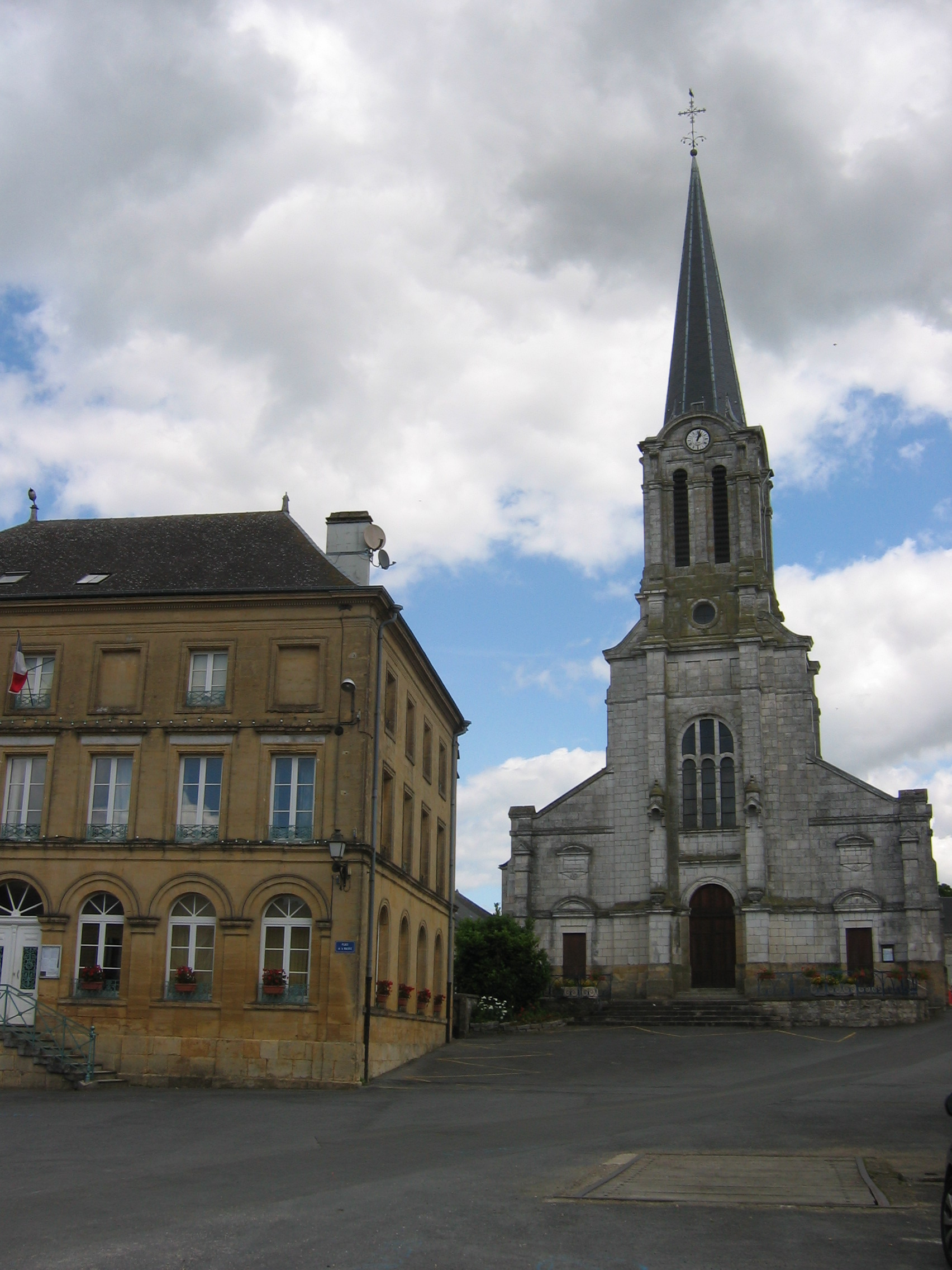
Церковь и мэрия
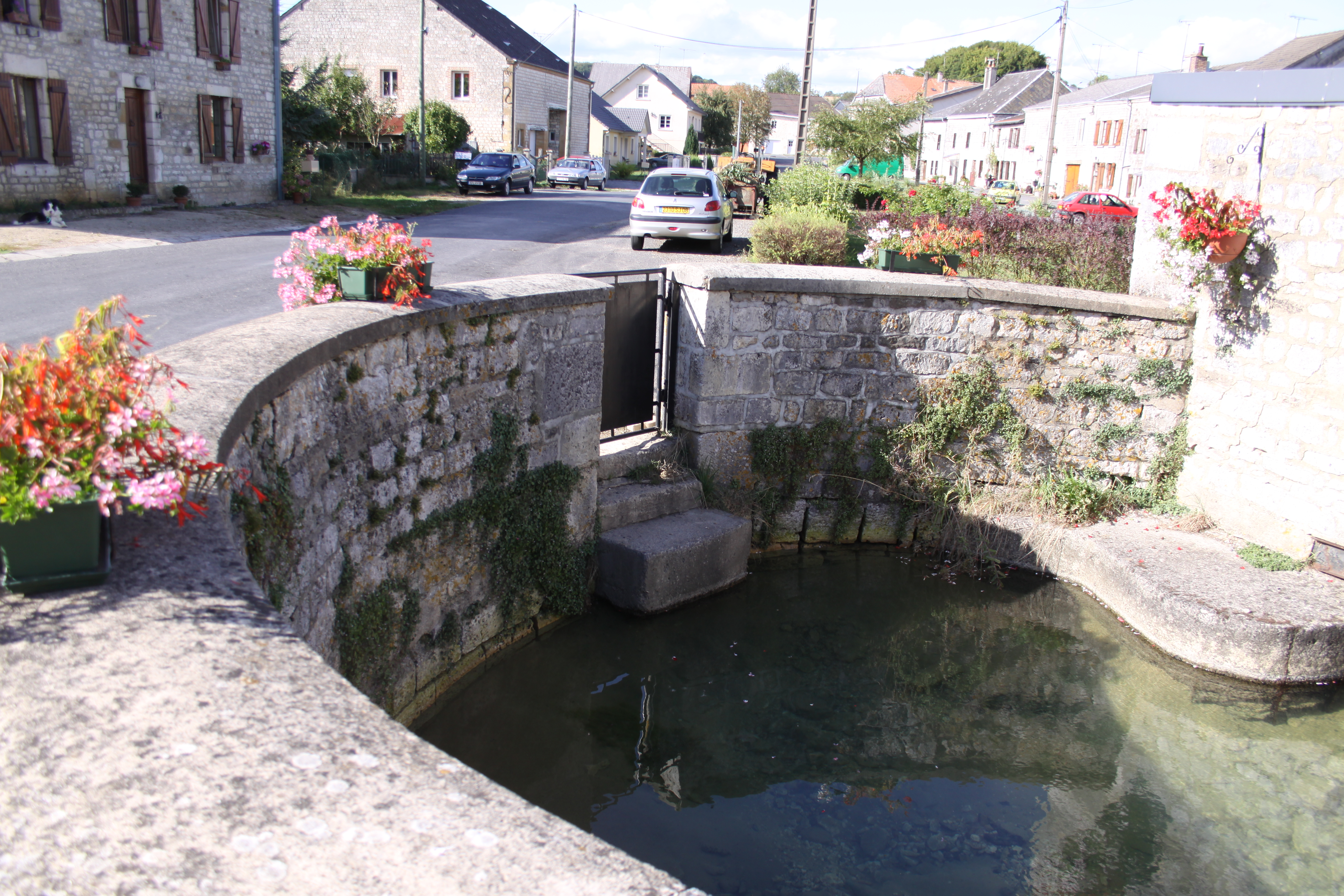
Источник
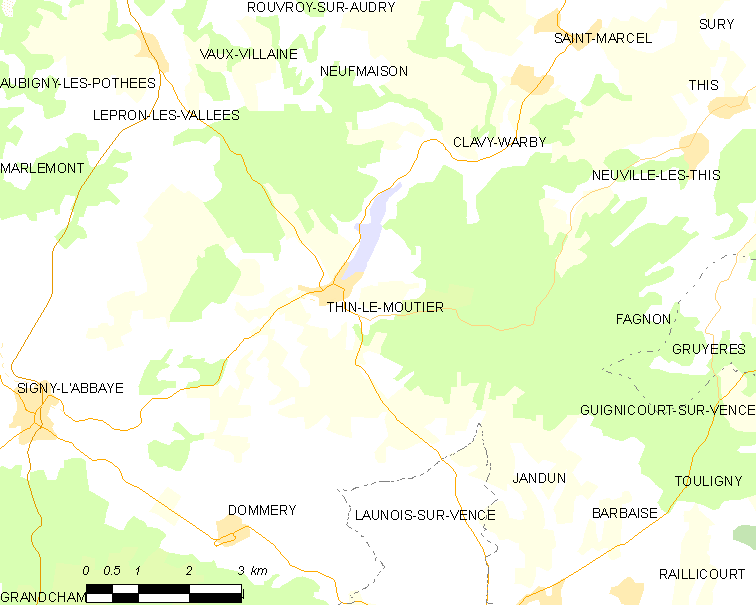
Карта коммуны